# Empor ins Reich der Edelmenschen
Empor ins Reich der Edelmenschen war der Titel des Vortrags, den Karl May bei seinem letzten öffentlichen Auftritt am 22. März 1912 in Wien hielt.

## Vortrag
Annonciert wurde der Vortrag mit breitester „Streuung“ durch Großplakate, mittelgroße Aushängebögen und kleine Karten, die offenbar gezielt versendet wurden. Der Vortrag war ausverkauft. Die Presse gab eine Zahl von „über 3000 Personen guter und bester Gesellschaft“ an; 2000 sind aber wahrscheinlicher, wenn man die Größe des Saales bedenkt.

## Inhalt
Von der frei gehaltenen Rede existiert kein Manuskript, aber eine Rekonstruktion anhand eines handschriftlichen Konzepts, der Presseberichte und sonstigen Mitschriften war möglich.
Von Karl May selbst erhalten sind eine sechs Folioseiten umfassende Gliederung „Empor ins Reich der Edelmenschen!“, eingeteilt in 15 Punkte; ein „Edelmensch“ überschriebener drei Seiten umfassender Entwurf, der wohl den Beginn des ausgeführten Vortragstextes enthält; außerdem zwei fragmentarische Entwürfe, von denen der eine wohl ebenfalls den Versuch darstellt, den Einleitungstext zu formulieren.

### Gliederung
1. Kennst du den unergründlich tiefen See […]
2. Anrede: Hochgeehrte u. s. w.
3. Vorwort: Sie haben mich gerufen, einen Vortrag, eine Vorlesung hier zu halten […]
4. Mein Thema: Ist ein großes, allgemeines Menschheitsthema und ein Thema auch für jeden Einzelmenschen, auch für mich. […]
5. Mein Ich: Wer aber bin ich, daß ich es wagen darf, meine Gedanken für so wichtig zu halten, daß ich sie mitzutheilen habe? […]
6. Also nicht meine äußere, sondern meine innere Persönlichkeit soll zu Ihnen sprechen, mein Herz! […]
7. Drei Wege: Es führen 3 Wege hinauf: Wissenschaft, Kunst, Religion. […]
8. Poesie: Also auf dem Pfade der Kunst, der Poesie empor in das Reich der Edelmenschen! Was ist Poesie? […]
9. Was ist das Märchen?  […]
10. Das Märchen von Sitara. Vorlesen. »Leben und Streben«. »Babel und Bibel«.
11. Was will dieses Märchen uns sagen? […]
12. Was ist die Menschheitsfrage? […]
13. Meine Jugend: Am Besten: Vorlesen. […]
14. Um die Wahrheiten der Zukunft, die man jetzt von fast allen Thüren weist, weil nur Wenige sie erkennen, in das Gewand des Märchens zu kleiden, damit man sich ihrer erbarme. […]
15. Schluß. Menschheit.

### Berichte
Berichte über den Vortrag gab es u. a. von Klara May, Alexander Salkind, Ludwig Ullmann und Franz Cornaro.
Presseberichte sind erschienen in:
- Kleine Oesterreichische Volkszeitung, 23. März 1912
- Neues Wiener Journal, 23. März 1912
- Fremdenblatt, Wien, 23. März 1912
- Neue Freie Presse, Wien, 23. März 1912
- Neues Wiener Tagblatt, 23. März 1912 (und nochmal im Rahmen eines Nachrufs am 2. April)
- Wiener Abendpost, 23. März 1912
- Illustrirtes Wiener Extrablatt, 23. März 1912
- Arbeiter-Zeitung, Wien, 24. März 1912
- Deutsches Volksblatt, Wien, 23. März 1912
- Wiener Montags-Journal, 25. März 1912
- Die Zeit, Wien, 23. März 1912

Fritz Barthel, der in seinem Buch Letzte Abenteuer um Karl May über die Rede berichtete, war bei dem Vortrag nicht anwesend.
In ihrem Nachruf auf Karl May schrieb Bertha von Suttner: „Wer den schönen alten Mann an jenem 22. März (am 30. März, seinem Hochzeitstag, traf ihn ein Herzschlag) sprechen gehört, durch ganze zwei Stunden, weihevoll, begeisterungsvoll, in die höchsten Regionen des Gedankens strebend – der mußte das Gefühl gehabt haben: In dieser Seele lodert das Feuer der Güte.“

## Buchausgaben
Enthalten ist der Text in Karl May’s Gesammelte Werke. Band 34: Ich.
Das Konzept und andere handschriftliche Notizen Mays in diesem Zusammenhang sowie das Faksimile eines Pressetextes enthält die Dokumentation Karl Mays Wiener Rede von Ekkehard Bartsch im Jahrbuch der Karl-May-Gesellschaft 1970.

## Hörspiel
Empor ins Reich der Edelmenschen war eine Radioproduktion von MDR Figaro im Jahr 2012. Die 14 Hörbilder über die Beziehung zwischen Marie Hannes und Karl May entstanden nach der Dokumentation Leben im Schatten des Lichts von Hans-Dieter Steinmetz und Dieter Sudhoff. Beteiligt waren Nele Rosetz (Marie Hannes), Hilmar Eichhorn (Karl May) und Friedhelm Eberle (Sprecher).

## Sonstiges
Das Gründungsdatum der Karl-May-Gesellschaft, der 22. März 1969, ist kein Zufall, sondern wurde in Erinnerung an den 22. März 1912 gewählt.